# گرت استوکر
گرت استوکر (انگلیسی: Gareth Stoker؛ زادهٔ ۲۲ فوریهٔ ۱۹۷۳) بازیکن فوتبال اهل بریتانیا است.
از باشگاه‌هایی که در آن بازی کرده‌است می‌توان به باشگاه فوتبال فارست گرین راورز، باشگاه فوتبال هال سیتی، باشگاه فوتبال کاردیف سیتی، باشگاه فوتبال هرفورد یونایتد، باشگاه فوتبال ویکفیلد، و باشگاه فوتبال روچدیل اشاره کرد.